# Premi Nacional de Cultura Popular
El Premi Nacional de Cultura Popular formà part dels Premis Nacionals de Cultura i fou concedit anualment per la Generalitat de Catalunya, reconeixent la trajectòria professional de cada guardonat en la seva categoria i amb una dotació de 18.000 euros.
El premi era designat per un jurat encapçalat pel Conseller de Cultura i era atorgat en una cerimònia realitzada entre els mesos de setembre i octubre presidida pel President de la Generalitat, conjuntament amb la resta de Premis Nacionals de Cultura. A principis d'abril de 2013 es va fer públic que el Govern de la Generalitat de Catalunya reduïa els premis Nacionals de Cultura de 16 a 10 guardonats, i n'abolia les categories, creant un sol guardó de Premi Nacional de Cultura, amb la intenció de "tallar el creixement il·limitat de categories".

## Guanyadors
- 1991 Joan Serra i Vilamitjana exaequo amb l'Esbart Santa Tecla de Tarragona.

Des del 1995 el Premi Nacional de Cultura Popular s'ha atorgat a:
- 1995 - Ecomuseu de les Valls d'Àneu
- 1996 - Associació Cultural TRAM
- 1997 - Josep Massot i Muntaner
- 1998 - Comissió organitzadora de Solc, Música i Tradició al Lluçanès
- 1999 - Museu del Joguet de Catalunya
- 2000 - Agrupació de Colles de Geganters de Catalunya
- 2001 - Federació Sardanista de Catalunya
- 2002 - Agrupament d'Esbarts Dansaires
- 2003 - Festival Internacional de Música de Cantonigròs
- 2004 - Artur Blasco
- 2005 - Moviment popular per la Pau
- 2006 - Joan Soler i Amigó
- 2007 - Coordinadora de Colles Castelleres de Catalunya
- 2008 - Associació L'Era, Espai de Recursos Agroecològics
- 2009 - Bienve Moya
- 2010 - Roser Ros
- 2011 - Llibreria Quera[3]
- 2012 - Jaume Ayats[4]